# Isel
Isel är ett vattendrag i Österrike.   Det ligger i förbundslandet Tyrolen, i den centrala delen av landet, 300 km sydväst om huvudstaden Wien.
Trakten runt Isel består i huvudsak av gräsmarker. Runt Isel är det ganska glesbefolkat, med 25 invånare per kvadratkilometer.